# Callisto Caravario
Callisto Caravario (en français Calixte Caravario) (né le 18 juin 1903 à Cuorgnè, près de Turin, au Piémont et mort le 25 février 1930 à Li-Thaul-Tseul, en Chine) est un prêtre salésien italien qui fut missionnaire en Chine, au début du XXe siècle.
Il est reconnu comme saint par l'Église catholique, en raison du martyre qu'il subit au cours de sa mission dans ce pays, et célébré le 25 février.

## Biographie
Callisto Caravario fit ses études à Turin et entra en 1918 chez les Salésiens. C'est là qu'il rencontra en 1922 Louis Versiglia, évêque salésien, chargé du vicariat apostolique de Shiu Chow, dans la région de Guangdong, à 221 km au nord de Canton, et qu'il lui promit de le suivre en Chine.
Ils partirent donc ensemble. Et c'est ensemble qu'ils trouvèrent la mort, massacrés par des pirates à Li-Thaul-Tseul, alors qu'ils étaient en route pour une visite apostolique, et qu'ils tentaient de protéger trois jeunes filles qui leur avaient été confiées. C'était le 25 février 1930.

## Béatification et canonisation
Callisto Caravario fait partie du groupe des 120 Martyrs de Chine.
Il est béatifié en 1983 et canonisé en 2000 par Jean-Paul II.